# Joan Fuxà i Gelabert
Joan Fuxà i Gelabert (Maó, Menorca, 1819 - 1890) va ser un organista i compositor deixeble de B. Andreu. El 1832, després de ser ordenat sacerdot, substituí al seu mestre com a organista de l'església de Santa Maria de Maó. Va gaudir d'aquest benefici quasi 44 anys fins que, el 1876, va patir una paràlisi que el va obligar a renunciar. Durant el llarg període que va exercir d'organista, va demostrar una sòlida formació musical i un gust exquisit. Era un hàbil improvisador i les seves audicions van gaudir de tanta fama i èxit que quan anunciava que tocaria a l'església, es formaven aglomeracions de persones al voltant de la parròquia per escoltar les audicions del Mestre. La seva feina com a professor de piano va ser també molt important. Va exercir aquesta professió des de jove dedicant molt de temps a les classes. Tal vegada, això va provocar que no tingués temps per dedicar-se a la composició, encara que va demostrar les seves innates condicions i la seva tècnica musical. Obtingué prestigi com a improvisador i fou un bon pedagog. Malgrat la seva obra es manté inèdita, se sap que va compondre: Lamentacions de l’Ofici de Setmana Santa, Motets al Santíssim Sagrament, uns Goigs a Sant Sebastià, un Tantum Ergo, uns Laments per al novenari de les ànimes del Purgatori. Aquestes composicions són a 4 veus amb acompanyament d'orgue i les partitures originals es guarden a l'arxiu parroquial de Santa Maria.
A part d'aquestes composicions sacres, va escriure una Redova per piano que va arribar a tenir molt d'èxit, així com algunes Simfonies per a orquestra.